# 布坎南 (密蘇里州)
布坎南（英語：Buchanan）是位於美國密蘇里州波林格縣的非建制地區。

## 歷史
布坎南的郵局於1857年設立，其後於1940年停運。

## 地理
布坎南所處的海拔為高於海平面137米（即449英呎），而該地所採用的時區為UTC-6，即北美中部時區（CST）。同時該地設有夏令時間，為UTC-6調快一小時，即UTC-5（CDT）。